# Vancouver Blazers
Die Vancouver Blazers waren ein Eishockeyteam aus Vancouver, British Columbia, das von 1973 bis 1975 in der nordamerikanischen World Hockey Association (WHA) aktiv war. Das Franchise war ursprünglich 1972 als Miami Screaming Eagles gegründet worden und spielte in der Saison 1972/73 als Philadelphia Blazers. 1975 zog das Team nach Calgary und spielte dort zwei Jahre als Calgary Cowboys.

## Geschichte
Jim Pattison hatte die Philadelphia Blazers gekauft und zog mit dem Team 1973 nach Vancouver um. Hier stand es in Konkurrenz zu den Vancouver Canucks aus der National Hockey League, die, genau wie die Blazers, im 15.569 Zuschauer fassenden Pacific Coliseum spielten.
Der Topscorer des Vorjahres, André Lacroix, konnte das Team verlassen, da sein Vertrag nicht für ein in Kanada ansässiges Team gültig war. Patterson wollte ihn durch den NHL-Star Phil Esposito ersetzen und bot diesem einen Vertrag über 2,5 Millionen Dollar. Doch Esposito lehnte ab und spielte weiterhin für weniger Geld in Boston. Neben Danny Lawson, der schon in Philadelphia zu den Stars des Teams gehörte, waren Bryan Campbell und Claude St. Sauveur die weiteren Stars des Teams. Fast 10.000 Zuschauer lockten die Blazers im ersten Jahr in ihr Stadion, doch nachdem man auch in der zweiten Saison in Vancouver die Playoffs nicht erreichen konnte, während die Canucks in der Konkurrenzliga im Aufwind waren, ging der Zuschauerzuspruch auf gut 8.000 verkaufte Plätze pro Spiel zurück. Pattison entschied sich, mit dem Team nach der Saison 1974/75 nach Calgary umzuziehen.